# Mil'
Il Mil' (in russo Миль?) è un fiume della Siberia orientale, affluente di sinistra dell'Aldan (bacino idrografico della Lena). Si trova nella Sacha (Jacuzia), in Russia.
Il fiume scorre prevalentemente in direzione sud-orientale, ha una lunghezza  di 210 km, l'area del suo bacino è di 4 990 km². Sfocia nel fiume Aldan a 967 km dalla sua foce nella Lena, in prossimità del villaggio di Ust' Mil'. Il suo basso corso scorre parallelo a quello del fiume Bilir.